# الکساندراو، استان خاسکوو
الکساندراو، استان هاسکاو (به لاتین: Aleksandrovo, Haskovo Province) روستایی در بلغارستان است که در استان خاسکوو واقع شده‌است.